# Adenophorus pinnatifidus
Adenophorus pinnatifidus là một loài dương xỉ trong họ Polypodiaceae. Loài này được Gaudich. mô tả khoa học đầu tiên.